# Olga Fatkulina
Olga Aleksandrowna Fatkulina (ros. Ольга Александровна Фаткулина, ur. 23 stycznia 1990 w Czelabińsku) – rosyjska panczenistka, srebrna medalistka olimpijska z Soczi na dystansie 500 metrów; mistrzyni świata w łyżwiarstwie szybkim na dystansach w biegu na 1000 m oraz zdobywczyni brązowego medalu mistrzostw świata w biegu na 500 m (Soczi 2013), zdobywczyni Pucharu Świata w łyżwiarstwie szybkim na dystansie 500 m (2013–2014), siedemnastokrotna rekordzistka Rosji (sierpień 2021 r.), pięciokrotna mistrzyni tego kraju w sprincie (2010, 2011, 2012, 2013, 2016), dziewięciokrotna mistrzyni Rosji na dystansie 500 metrów (2011, 2013, 2014, 2015, 2016, 2017, 2018, 2020, 2021) oraz sześciokrotna mistrzyni Rosji na dystansie 1000 metrów (2011, 2014, 2015, 2018, 2018, 2021).
24 listopada 2017 r. została zdyskwalifikowana z udziału w Zimowych Igrzyskach Olimpijskich w Soczi 2014 za stosowanie dopingu i odebrano jej srebrny medal olimpijski. 1 lutego 2018 r., w związku z pomyślnie rozpatrzonym odwołaniem, jej rezultaty zostały przywrócone, a medal zwrócony.

## Kariera
Zaczęła uprawiać sport w wieku 9 lat. Od 2009 roku znajduje się w składzie drużyny narodowej. Jest studentką Uralskiego Państwowego Uniwersytetu Kultury Fizycznej (ros. Уральский государственный университет физической культуры) w Czelabińsku.
W Mistrzostwach Rosji w Łyżwiarstwie Szybkim na Dystansach 2013 (rozegranych w dniach 26-28 grudnia 2013 na torze Adler-Ariena w Soczi) zdobyła: złoty medal na dystansie 500 metrów (czas pierwszego biegu: 38,48, czas drugiego biegu: 38,12; łączny wynik: 76,600), złoty medal na dystansie 1000 metrów (1:15,97) oraz srebrny na dystansie 1500 metrów (1:57,07).
Na  Zimowych Igrzyskach Olimpijskich w Soczi w 2014 r. wywalczyła srebrny medal na dystansie 500 metrów (czas pierwszego biegu: 37,57, czas drugiego biegu: 37,49; łączny wynik: 75,060).
Igrzyska w Soczi nie były pierwszymi zawodami rangi olimpijskiej, w których wystąpiła. Brała również udział w XXI Zimowych Igrzyskach Olimpijskich w Vancouver, skąd wróciła bez medalu. W dwóch startach (w biegu na 500 i 1000 m) zajęła tam 20. miejsce. 23 marca 2013 zdobyła złoty medal na dystansie 1000 metrów na mistrzostwach świata w łyżwiarstwie szybkim na dystansach rozegranych w Soczi (czas: 1:15,54). Dzień później na tych samych zawodach zdobyła brązowy medal (czas pierwszego biegu: 38,14, czas drugiego biegu: 37,94; łączny wynik: 76,093).
Od 2011 roku trenerem Olgi Fatkuliny jest Paweł Abratkiewicz, który oprócz panczenistki z Czelabińska ma pod opieką inne zawodniczki reprezentacji Rosji występujące w sprincie i w biegach na średnich dystansach – Jekatierinę Szychową, Jekatierinę Łobyszewą i Nadieżdę Asijewą. Po zdobyciu dwóch medali na mistrzostwach świata Fatkulina podkreśliła, że jej osiągnięcia są w dużym stopniu zasługą Abratkiewicza.
W lutym 2016 roku mistrzostwach świata na dystansach w Kołomnej w Rosji zajęła 9. miejsce w biegu na 500 m (czas: 38,00) oraz  12. miejsce w biegu na 1000 m (czas: 1:16,35).

## Osiągnięcia sportowe
| Zawody / Sezon startowy                     | 2007/2008 | 2008/2009 | 2009/2010 | 2010/2011 | 2011/2012 | 2012/2013 | 2013/2014 | 2014/2015 | 2015/2016 | 2016/2017 |
| ------------------------------------------- | --------- | --------- | --------- | --------- | --------- | --------- | --------- | --------- | --------- | --------- |
| Zimowe igrzyska olimpijskie                 |           |           |           |           |           |           |           |           |           |           |
| 500 m                                       |           |           | 20        |           |           |           | 2         |           |           |           |
| 1000 m                                      |           |           | 20        |           |           |           | 4         |           |           |           |
| 1500 m                                      |           |           | 20        |           |           |           | 9         |           |           |           |
| Mistrzostwa świata w wieloboju sprinterskim |           |           | 8         | 18        | 12        | 9         | —         | 5         | 6         | 9         |
| Mistrzostwa świata na dystansach            |           |           |           |           |           |           |           |           |           |           |
| 500 m                                       |           |           |           | 14        | 17        | 3         |           |           | 9         |           |
| 1000 m                                      |           |           |           |           | 14        | 1         |           |           | 12        |           |
| Puchar Świata                               |           |           |           |           |           |           |           |           |           |           |
| 500 m                                       | —         | —         | 25        | 17        | 19        | 1         |           |           |           |           |
| 1000 m                                      | —         | —         | 14        | 33        | 19        | 6         |           |           |           |           |
| Wyścig zespołowy                            | —         | —         | 2         | —         | —         | —         |           |           |           |           |
| Ranking ogólny                              |           |           |           |           |           | 17        |           |           |           |           |
| Mistrzostwa Rosji w sprincie                |           |           | 1         | 1         | 1         | 1         |           |           |           |           |
| Mistrzostwa Rosji na dystansach             |           |           |           |           |           |           |           |           |           |           |
| 500 m                                       |           |           | 4         | 1         | 2         | 1         | 1         |           |           |           |
| 1000 m                                      |           | 4         | 4         | 1         | 5         | 2         | 1         |           |           |           |
| 1500 m                                      |           |           |           |           |           |           | 2         |           |           |           |
| Wyścig zespołowy                            |           | 4         |           |           |           | 5         |           |           |           |           |
| Mistrzostwa świata juniorów                 |           |           |           |           |           |           |           |           |           |           |
| 500 m                                       |           | 1         |           |           |           |           |           |           |           |           |
| 1000 m                                      |           | 3         |           |           |           |           |           |           |           |           |
| 1500 m                                      |           | 3         |           |           |           |           |           |           |           |           |
| Wyścig zespołowy                            | 9         | 5         |           |           |           |           |           |           |           |           |
| Wielobój mały                               | 16        |           |           |           |           |           |           |           |           |           |

### Rekordy życiowe
Najlepsze wyniki osiągnięte przez zawodniczkę prezentuje poniższa tabela.
| Dystans     | Czas    | Data       | Miejsce              |
| ----------- | ------- | ---------- | -------------------- |
| 500 metrów  | 36,78   | 14.02.2020 | Salt Lake City (USA) |
| 1000 metrów | 1:12,33 | 15.02.2020 | Salt Lake City (USA) |
| 1500 metrów | 1:56,22 | 16.11.2013 | Salt Lake City (USA) |
| 3000 metrów | 4:28,20 | 25.08.2009 | Czelabińsk (RUS)     |
| 5000 metrów | 8:03,66 | 05.04.2009 | Czelabińsk (RUS)     |